# Mesodorylaimus thermae
Mesodorylaimus thermae är en rundmaskart som först beskrevs av Nathan Augustus Cobb 1926.  Mesodorylaimus thermae ingår i släktet Mesodorylaimus och familjen Dorylaimidae. Inga underarter finns listade i Catalogue of Life.